# Амфілохій Іконійський
Амфілохій Іконійський (близько 340 Кесарія Каппадокійська — після 394) — єпископ Іконії, сучасник і друг Василія Великого та Григорія Богослова, двоюрідний брат останнього. Один з Отців церкви (інколи відносять до числа Великих каппадокійців).

## Біографія
Святий Амфілохій народився у побожній християнській родині й походив із Каппадокії у Малій Азії. В молодості мріяв стати адвокатом, однак, покинув світ і посвятив себе служінню Богові. Поселився в пустелі, де вирощував для свого прожитку городину й овочі.
У 374 році духовенство і вірні міста Іконії обрали його єпископом. Того ж року Амфілохій скликав Іконійський Синод, на якому було засуджено єретиків-македоніян, що заперечували божество третьої Особи Божої. Він написав окремий твір, у якому доступно висвітлив науку Церкви про Святого Духа. Амфілохій боровся також проти єресі аріян. Господь наділив вірного Божого слугу даром зцілення молитвою. Амфілохій був сердечним приятелем св. Василія Великого і св. Григорія Назіянського, який називав його єпископом без вад, ангелом і вісником правди. Амфілохій, якого називають Отцем Церкви IV ст., помер поміж 394 — 400 роками.